# Mishan (ort)
Mishan är en ort i Kina. Den ligger i provinsen Heilongjiang, i den nordöstra delen av landet, omkring 410 kilometer öster om provinshuvudstaden Harbin.
Runt Mishan är det ganska tätbefolkat, med 56 invånare per kvadratkilometer. Det finns inga andra samhällen i närheten. Trakten runt Mishan består till största delen av jordbruksmark.
Genomsnittlig årsnederbörd är 758 millimeter. Den regnigaste månaden är juli, med i genomsnitt 163 mm nederbörd, och den torraste är januari, med 4 mm nederbörd.